# 巴诺斯
巴诺斯（法語：Banos，法語發音：[banɔs]）是法国朗德省的一个市镇，属于蒙德马桑区。

## 地理
巴诺斯（43°44'12"N, 0°37'23"W）面积5.77 平方千米，位于法国新阿基坦大区朗德省，该省份为法国西南部沿海省份，是法國本土面积第二大的省，北起吉倫特省，西临大西洋，南至大西洋比利牛斯省，东临热尔省，东北与洛特-加龍省接壤。
与巴诺斯接壤的市镇（或旧市镇、城区）包括：欧迪尼翁、多阿济、蒙托、圣瑟韦。

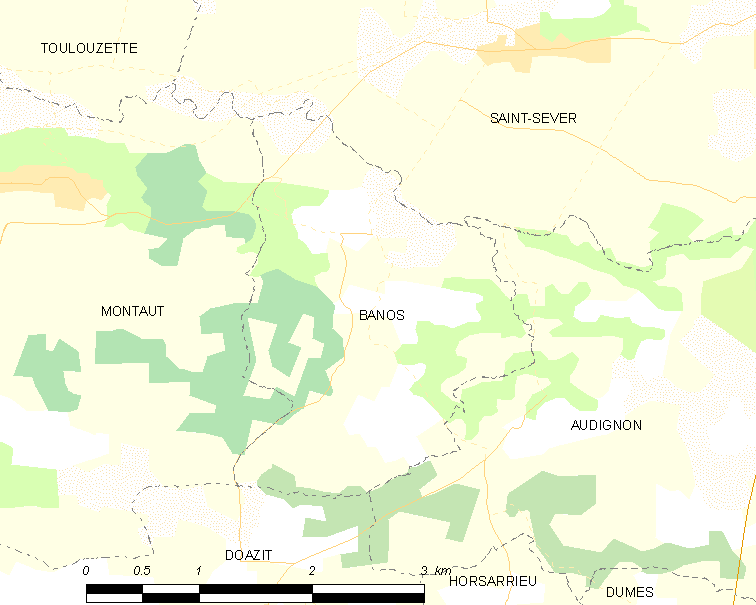
巴诺斯的OSM定位图

巴诺斯的时区为UTC+01:00、UTC+02:00（夏令时）。

## 行政
巴诺斯的邮政编码为40500，INSEE市镇编码为40024。

## 政治
巴诺斯所属的省级选区为沙洛斯-蒂尔桑县。

## 人口

1962-2008年间巴诺斯人口变化图示

巴诺斯于2022年1月1日时的人口数量为267人。